# Antonio Vázquez López
Antonio Vázquez López (Orense, 11 de junio de 1937-Cáceres, 21 de diciembre de 2012) fue un político español, primer presidente de la Asamblea de Extremadura.
Afiliado a la UGT en 1973 y al PSOE en 1975, en las elecciones autonómicas de 1983 resultó elegido diputado a la Cámara regional por la provincia de Cáceres, siendo designado presidente de la misma. Ejerció el cargo desde el 21 de mayo de 1983 al 29 de junio de 1995, en que cedió el testigo a María Teresa Rejas (IU).

## Vida personal
Estuvo casado con Isabel Velayos Sahagún y tuvieron dos hijos: Hugo y Julia.